# مردگان متحرک: یورش
مردگان متحرک: یورش (به انگلیسی: The Walking Dead: Onslaught) یک بازی ویدیویی اکشن-ماجراجویی ترسناک محصول سال ۲۰۲۰ است که توسط Survios توسعه و منتشر شده‌است. این بازی بر اساس سریال تلویزیونی مردگان متحرک ساخته شده‌است.

## گیم‌پلی
گیم‌پلی بازی از مکانیک‌های واقعیت مجازی (VR) بهره می‌برد و به بازیکنان اجازه می‌دهد تا در طول گیم‌پلی به جستجو بپردازند و همچنین با دشمنان در نبردهای تن به تن و از راه دور مبارزه کنند.

## تنظیمات و شخصیت‌ها
این داستان شامل شخصیت‌هایی از جمله ریک گرایمز (با صداپیشگی کیت فرگوسن)، دریل دیکسون (با صداپیشگی نورمن ریدس)، کارول پلتیر (با صداپیشگی ملیسا مک‌براید)، میشون (با صداپیشگی جی. کی. بوز)، یوجین پورتر (با صداپیشگی جاش مک‌درمیت) و درایور (با صداپیشگی کتی کاوادینی) است. این بازی در ایالات متحده آمریکا، در الکساندریا، ویرجینیا، اتفاق می‌افتد و منطقه امن الکساندریا را نشان می‌دهد.